# Tim Sherwood
Timothy „Tim” Sherwood (ur. 6 lutego 1969 w St Albans) – angielski trener piłkarski i piłkarz, który grał na pozycji środkowego pomocnika.

## Kariera klubowa
Swoje pierwsze treningi zaczynał w Watford F.C. i to w jego barwach przyszło zadebiutować mu w spotkaniu ligowym. Miało to miejsce 12 września 1987 roku, kiedy Szerszenie mierzyły się w meczu Division Two z Sheffield Wednesday. W lipcu 1989 r. został wykupiony przez czwartą siłę First Divsion (ówczesna nazwa dzisiejszej Premier League), Norwich City. W ciągu dwóch i połowy sezonu zaliczył dla klubu trenowanego przez idola kibiców, Dave’a Stringera 71 występów ligowych. Kanarki jednak wciąż traciły na swojej sile, zajmując 10. (1989/90) i 15. (1990/91) miejsce w tabeli.
W lutym 1992 roku zmienił klub na Blackburn Rovers. Jako jeden z pierwszych nabytków nowego menedżera, Kenny’ego Dalglisha powoli wchodził do pierwszego składu, by w sezonie 1992/93 na trwałe je sobie zapewnić. Wkrótce został również mianowany kapitanem drużyny, która coraz lepiej radziła sobie w lidze. W dwóch pierwszych sezonach pobytu Sherwooda, Blackburn plasowało się na 4. i 2. miejscu w tabeli. Jeszcze lepszy okazał się sezon 1994/95, kiedy gracze z Ewood Park sięgnęli po swoje pierwsze od 81 lat mistrzostwo kraju. Medal za zdobycie tego trofeum odebrały wówczas (poza nim) takie znakomitości jak: Tim Flowers, Colin Hendry, Henning Berg, Graeme Le Saux, Stuart Ripley, Jason Wilcox oraz znakomici napastnicy: Chris Sutton i Alan Shearer, król strzelców wspomnianego sezonu. Był to definitywnie najlepszy sezon pomocnika w karierze. Podczas jego pobytu na Ewood Park, trener Wędrowców, Dalglish, miał zwrócić się do właściciela klubu z prośbą o pozyskanie zawodników Girondins Bordeaux – Zinedine’a Zidane’a i Christophe’a Dugarry’ego. Jack Walker miał wtedy powiedzieć: Why do you want to sign Zidane when we have Tim Sherwood? (Dlaczego chcesz kupić Zidane’a, skoro mamy Tima Sherwooda?)...
W następnych latach klub nie spisywał się już tak dobrze – 7., 13., 6., a wreszcie 19. miejsce w tabeli sezonu 1998/99 i spadek do Division One skłoniły Sherwooda do odejścia. Po jego usługi ręce wyciągnął Tottenham Hotspur, z którym wygrał Puchar Ligi. Pod koniec kariery grał ponadto w Portsmouth F.C. oraz Coventry City.

## Kariera reprezentacyjna
Tim rozegrał trzy spotkania dla reprezentacji Anglii – wszystkie w 1999 roku, podczas kadencji Kevina Keegana. Swój debiut zaliczył w meczu z Polską na stadionie Wembley, wygranym 3:1 (kapitalny mecz i hat-trick Paula Scholesa).

## Kariera trenerska
W październiku 2008 roku dołączył do Tottenhamu Hotspur jako asystent Harry’ego Redknappa. 16 grudnia 2013 r. przejął tymczasowo obowiązki pierwszego trenera Tottenhamu po tym, jak z klubu zwolniony został André Villas-Boas. Cztery dni później odniósł pierwsze zwycięstwo w Premier League jako trener pokonując Southampton 3:2 na wyjeździe. 23 grudnia 2013 r. podpisana została z nim stała umowa do końca sezonu 2014/2015. 13 maja 2014 r. został zwolniony z funkcji menedżera Tottenhamu. Tim Sherwood ma największą procentowo liczbę wygranych spotkań w Premier League ze wszystkich trenerów Tottenhamu w tym okresie. 14 lutego 2015 roku został trenerem Aston Villa podpisując trzyipółletni kontrakt. 25 października 2015 został zwolniony z funkcji menedżera Aston Villa.